# Arjan van Heusden
Arjan van Heusden (Alphen aan den Rijn, 11 december 1972) is een Nederlands voormalig profvoetballer die speelde als keeper.
Hij begon zijn keeperscarrière bij Vv Noordwijk. Na een eerste sterk seizoen toonden HFC Haarlem en Sparta Rotterdam interesse in de doelman, maar tot een overgang kwam het niet. In 1994 was Piet Buter tijdelijk trainer van Noordwijk. Toen Buter van zijn vriend John Rudge, die trainer was bij Port Vale, hoorde dat deze op zoek was naar een tweede keeper, bracht hij Rudge in contact met Van Heusden. Na een geslaagde proefperiode tekende Van Heusden een contract bij de ploeg, die uitkwam in de Football League Championship. Van Heusden was tweede doelman achter Paul Musselwhite, maar kwam desondanks tot 27 wedstrijden in drie en een half seizoen. In de eerste helft van het seizoen 1997-1998 speelde hij op huurbasis voor Oxford United. In de zomer van 1998 vertrok hij naar Cambridge United, waar hij 42 wedstrijden zou spelen. In 2000 vertrok Van Heusden naar zijn volgende club, Exeter City.
Hij was kort op proef bij Clyde FC in Schotland, maar tekende uiteindelijk een kort contract bij Mansfield Town. Die club had echter geen geld voor een langere periode, waardoor hij in november 2002 naar Torquay United vertrok.
In het seizoen 2004-2005 stopte Van Heusden met voetbal en keerde hij terug naar Nederland omdat hij zich op een maatschappelijke carrière wilde richten. Hij ging spelen voor de amateurvereniging FC Lisse, waarmee hij Algemeen landskampioenschap amateurs werd in 2008.

## Carrière
| Periode   | Club                   | Wedstrijden | Doelp. | Bijzonderheden                                       |
| --------- | ---------------------- | ----------- | ------ | ---------------------------------------------------- |
| 1994-1998 | Port Vale              | 27          | 0      |                                                      |
| 1997      | → Oxford United (huur) | 11          | 0      |                                                      |
| 1998-2000 | Cambridge United       | 42          | 0      |                                                      |
| 2000-2002 | Exeter City            | 74          | 0      |                                                      |
| 2002      | Mansfield Town         | 5           | 0      |                                                      |
| 2002-2005 | Torquay United         | 47          | 0      |                                                      |
| 2005-2009 | FC Lisse               | ??          | ??     | Winnaar Algemeen landskampioenschap amateurs in 2008 |